# Adriana Millard
Adriana Millard Pacheco (* 13. Mai 1926 in Santiago de Chile) ist eine ehemalige chilenische Sprinterin, Weitspringerin und Hürdenläuferin.

## Sportliche Laufbahn
1947 gewann sie bei den Leichtathletik-Südamerikameisterschaften in Rio de Janeiro Bronze über 200 m. Bei den Olympischen Spielen 1948 in London schied sie im Vorlauf der 4-mal-100-Meter-Staffel aus. 
Im Jahr darauf siegte sie bei den Südamerikameisterschaften 1949 in Lima über 200 m und holte Silber über 100 m und im Weitsprung.
Bei den Panamerikanischen Spielen 1951 in Buenos Aires holte sie Bronze über 200 m sowie Silber mit der chilenischen 4-mal-100-Meter-Stafette und wurde Fünfte über 100 m. 
1952 errang sie bei den Südamerikameisterschaften in Buenos Aires Silber über 100 m, 200 m und im Weitsprung sowie Bronze über 80 m Hürden. Bei den Olympischen Spielen in Helsinki schied sie über 200 m im Vorlauf aus und kam im Weitsprung auf den 13. Platz.

## Persönliche Bestleistungen
- 100 m: 100 m, 12,2 s, 1952
- 200 m: 25,4 s, 14. Januar 1951, Santiago de Chile
- Weitsprung: 5,59 m, 23. Juli 1952, Helsinki